# العقوبات التي تفرضها الولايات المتحدة

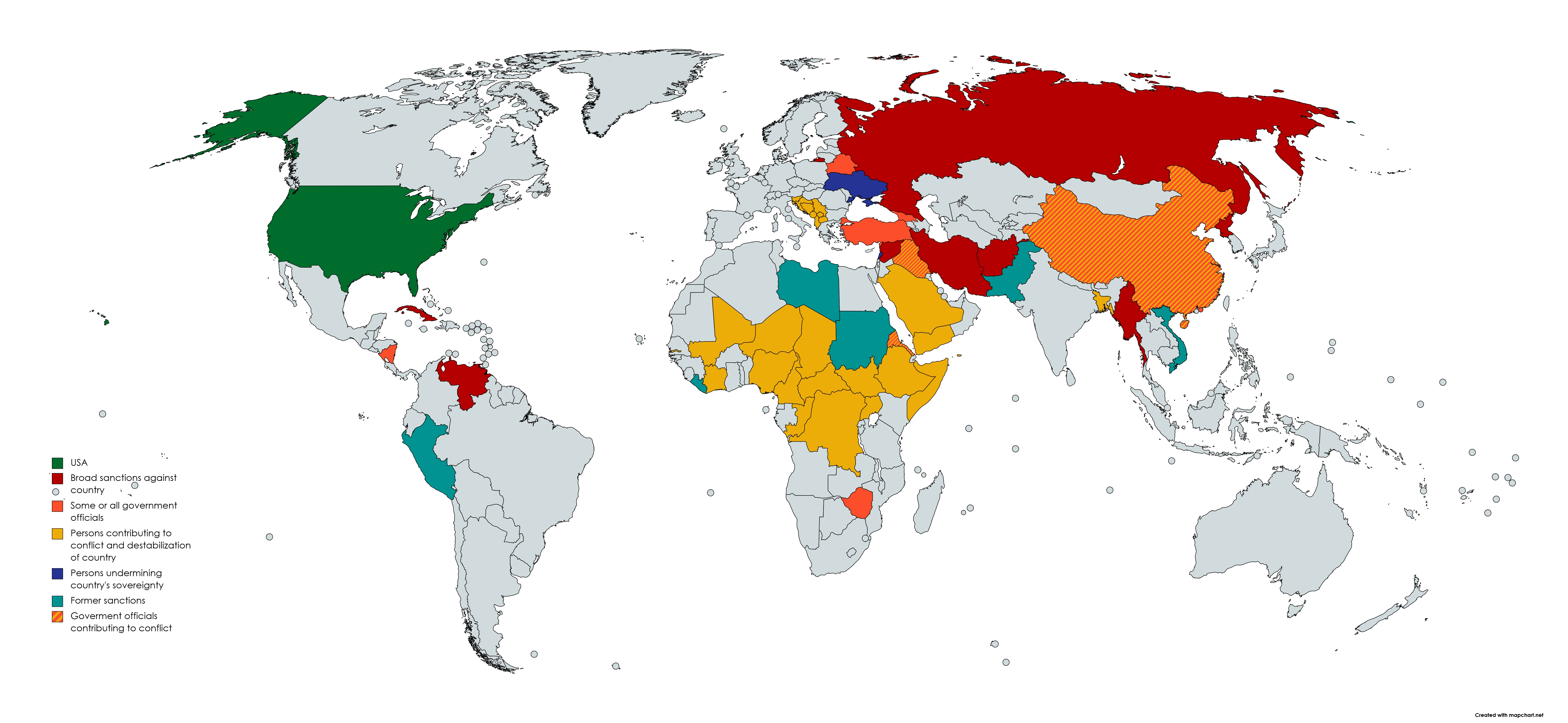
البلدان الخاضعة لجزاءات بشكل ما من قبل الولايات المتحدة

بعد فشل قانون الحظر لعام 1807، لم تهتم الحكومة الفيدرالية للولايات المتحدة إلا قليلا بفرض عمليات حظر وفرض عقوبات اقتصادية على البلدان الأجنبية. كانت السياسة الرسمية للولايات المتحدة في ذلك الوقت هي مسألة السياسة الاقتصادية. حيث انتعش الاهتمام بالتجارة كأداة للسياسة الخارجية في القرن العشرين، كما تم تطبيق العديد من العقوبات الاقتصادية. وفي أواخر ذلك القرن، كان أبرزها تلك التي استهدفت البلدان التي أدرجتها حكومة الولايات المتحدة على أنها "دول ترعى الإرهاب".
وتشمل العقوبات التي تفرضها حكومة الولايات المتحدة ما يلي:
- عدم تصدير الأسلحة
- مراقبة صادرات التكنولوجيا المزدوجة الاستخدام
- قيود على المساعدة الاقتصادية
- القيود المالية:
  - إلزام الولايات المتحدة بمعارضة القروض المقدمة من البنك الدولي وغيره من المؤسسات المالية الدولية
  - رفع الحصانة الدبلوماسية للسماح لعائلات ضحايا الإرهاب بتقديم طلب تعويض عن الأضرار المدنية في المحاكم الأمريكية
  - الإعفاءات الضريبية للشركات والأفراد المحرومين من الدخل المكتسب في البلدان المدرجة
  - تعليق الإعفاء من الرسوم الجمركية على البضائع المستوردة من تلك البلدان
  - سلطة منع المواطن الأمريكي من الدخول في صفقات مالية مع الحكومة على القائمة بدون ترخيص من الحكومة الأمريكية
  - حظر عقود وزارة الدفاع الأمريكية التي تتجاوز 100،000 دولار مع شركات تسيطر عليها البلدان المدرجة في القائمة.[2]

## الوكالات المنفذة
- مكتب الصناعة والأمن
- مديرية مراقبة التجارة في المواد الدفاعية
- مكتب مراقبة الأصول الأجنبية
- هيئة الجمارك وحماية الحدود بالولايات المتحدة
- وزارة التجارة بالولايات المتحدة (أنظمة إدارة الصادرات، EAR)
- وزارة دفاع الولايات المتحدة
- وزارة الطاقة بالولايات المتحدة (التكنولوجيا النووية)
- وزارة الأمن الداخلي (المعابر الحدودية)
- وزارة العدل بالولايات المتحدة
  - مكتب الكحول والتبغ والأسلحة النارية والمتفجرات
  - مكتب التحقيقات الفيدرالي
- وزارة خارجية الولايات المتحدة (لوائح الاتجار الدولي للأسلحة، ITAR)
- وزارة الخزانة بالولايات المتحدة

## الأطراف المستهدفة
حتى أغسطس 2019، فرضت الولايات المتحدة جزاءات على:

### البلدان
| البلد          | سنة الإدخال | مقالة                                   | ملخص |
| -------------- | ----------- | --------------------------------------- | --- |
| إيران          | 1979        | العقوبات الأمريكية ضد إيران             | حظر اقتصادي شبه كامل على جميع الأنشطة الاقتصادية، بما في ذلك حظر جميع الواردات الإيرانية، وفرض جزاءات على المؤسسات المالية الإيرانية، وفرض قيود على بيع الطائرات وقطع الغيار، فضلا عن حظر الأسلحة. وقد بدأت هذه السياسة في عام 1979 كرد على الثورة الإيرانية، ولكنها توسعت بسرعة على مدى السنوات الأخيرة بسبب البرنامج النووي الإيراني و‌سجل إيران الضعيف في مجال حقوق الإنسان. لا توجد علاقات دبلوماسية بين إيران والولايات المتحدة. مدرجة ضمن الدول الراعية للإرهاب. وفي 30 مايو 2013، أصدر مكتب مراقبة الممتلكات الأجنبية الترخيص الإيراني العام دال، الذي يأذن بتصدير أو إعادة التصدير، بصورة مباشرة أو غير مباشرة، من الولايات المتحدة أو من جانب أشخاص من الولايات المتحدة، حيثما كانوا، إلى أشخاص في إيران "بعض الخدمات والبرمجيات والحوادث المتعلقة بالأجهزة إلى الاتصالات الشخصية". يحصر الترخيص العام د فئات معينة مسموح بتصديرها إلى إيران. للاطلاع على النطاق والتفاصيل الإضافية، انظر الترخيص العام دال والمرفق بالرخصة العامة دال. البلد مدرج اسمه في الفئة 3 من تقرير الاتجار بالأشخاص الذي يفرض حظرا على المشاركة في التعليم والتدريب العسكريين الدوليين، والتمويل العسكري الأجنبي، والمبيعات العسكرية الأجنبية. |
| كوريا الشمالية | 1950        | العلاقات الأمريكية الكورية الشمالية     | العقوبات الحادة التي تبررها انتهاكات حقوق الإنسان المفرطة من قبل كوريا الشمالية و‌برنامج كوريا الشمالية النووي. لا توجد علاقات دبلوماسية بين كوريا الشمالية والولايات المتحدة حاليا. البلد مدرج اسمه في الفئة 3 من تقرير الاتجار بالأشخاص الذي يفرض حظرا على المشاركة في التعليم والتدريب العسكريين الدوليين، والتمويل العسكري الأجنبي، والمبيعات العسكرية الأجنبية. |
| السودان        | 1993        | العلاقات الأمريكية السودانية            | من بين الأسباب التي إستندت إليها العقوبات سوء سجل السودان في مجال حقوق الإنسان، و‌الحرب الدائرة حاليا في دارفور، وإدراجها ضمن قائمة الدول الراعية للإرهاب. رفع معظم العقوبات الأمريكية المفروضة على السودان في أكتوبر 2017 بموجب الأمر التنفيذي لرئيس الولايات المتحدة، دونالد ترامب. |
| كوبا           | 1958        | الحصار الأمريكي على كوبا                | تشمل الأسباب التي أشير إليها بسبب الحصار سجل كوبا السيئ في مجال حقوق الإنسان. ومنذ عام 1992، مررت الجمعية العامة للأمم المتحدة بانتظام قرارات سنوية تنتقد التأثير المستمر للحظر الذي تفرضه الولايات المتحدة. |
| فنزويلا        | 2019        | العقوبات الدولية خلال الأزمة الفنزويلية | من بين الأسباب التي إستندت إليها العقوبات ضعف سجل فنزويلا في مجال حقوق الإنسان، وارتباطها بتجارة المخدرات غير المشروعة، وارتفاع مستويات فساد الدولة، والتزوير الانتخابي. منذ عام 2019، لا توجد علاقات دبلوماسية بين فنزويلا والولايات المتحدة ولكن تحافظ على العلاقات من خلال الرئيس المؤقت خوان غوايدو. البلد مدرج اسمه في الفئة 3 من تقرير الاتجار بالأشخاص الذي يفرض حظرا على المشاركة في التعليم والتدريب العسكريين الدوليين، والتمويل العسكري الأجنبي، والمبيعات العسكرية الأجنبية. |